# Rhyacophila angden
Rhyacophila angden är en nattsländeart som beskrevs av Schmid 1970. Rhyacophila angden ingår i släktet Rhyacophila och familjen rovnattsländor. Inga underarter finns listade i Catalogue of Life.